# Olallamys edax
Olallamys edax (пожадливий щур Олалли) — вид гризунів родини щетинцевих, що мешкає в центральній частині хребта Середніх Кордильєр, Венесуела на висоті вище 2000 метрів над рівнем моря. 

## Морфологія
Дивіться опис Olallamys; хвіст двоколірний і є тенденція щоб одна третина хвоста від його кінця була повністю білою. 

## Поведінка
Веде нічний і деревний спосіб життя. Живе в заростях бамбука, раціон не відомий. Видає свистоподібний звук уночі.

## Загрози та охорона
Немає інформації про загрози для цього виду. Знаходиться у Національному парку Сьєрра-Невада, можливо в інших.